# بیشتر دخترها (ترانه هیلی استاینفلد)
«بیشتر دخترها» (به انگلیسی: Most Girls) ترانه‌ای از خوانندهٔ آمریکایی هیلی استاینفلد می‌باشد که در ۲۸ آوریل سال ۲۰۱۷ از سوی ریپابلیک رکوردز منتشر گردید. استاینفلد این «سرود توانمندسازی زنان» را به‌همراهٔ جرمی دوسولیه، تیم سامرز، اسیا وایتکر، رایان تدر و زک اسکلتون که در تهیه و تولید این اثر مشارکت داشتند، نوشته است.